# Melo
Pour les articles homonymes, voir Melo (homonymie).
Melo est une ville de l'Uruguay, siège d'une municipalité, et la capitale du département de Cerro Largo. C'est la neuvième ville de l'Uruguay et l'une des rares villes attractives de l'intérieur du pays.

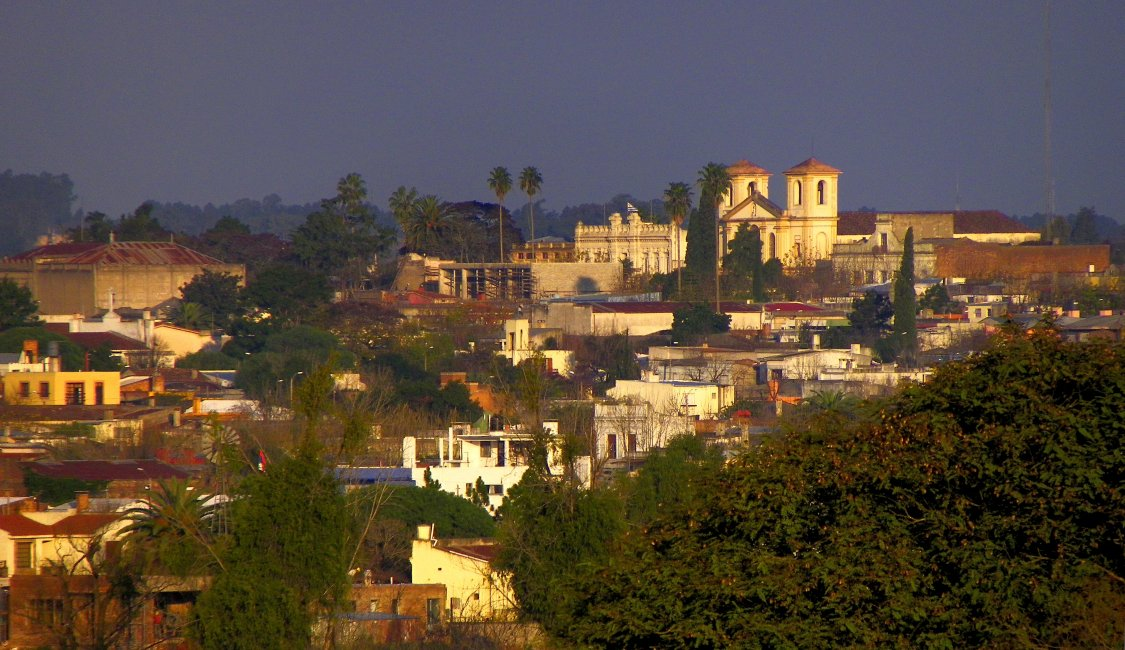
Vue partielle de la ville depuis el Barrio Soñora.

## Histoire
La ville fut fondée le 27 juin 1795 par le représentant sur place, un fonctionnaire du royaume d'Espagne Agustín de la Rosa. Les bâtiments construits à cette époque sont caractéristiques, avec les quartiers construits selon un plan en damier et des édifices d'une hauteur relativement petite avec les citernes d'eau de pluie dans les patios.

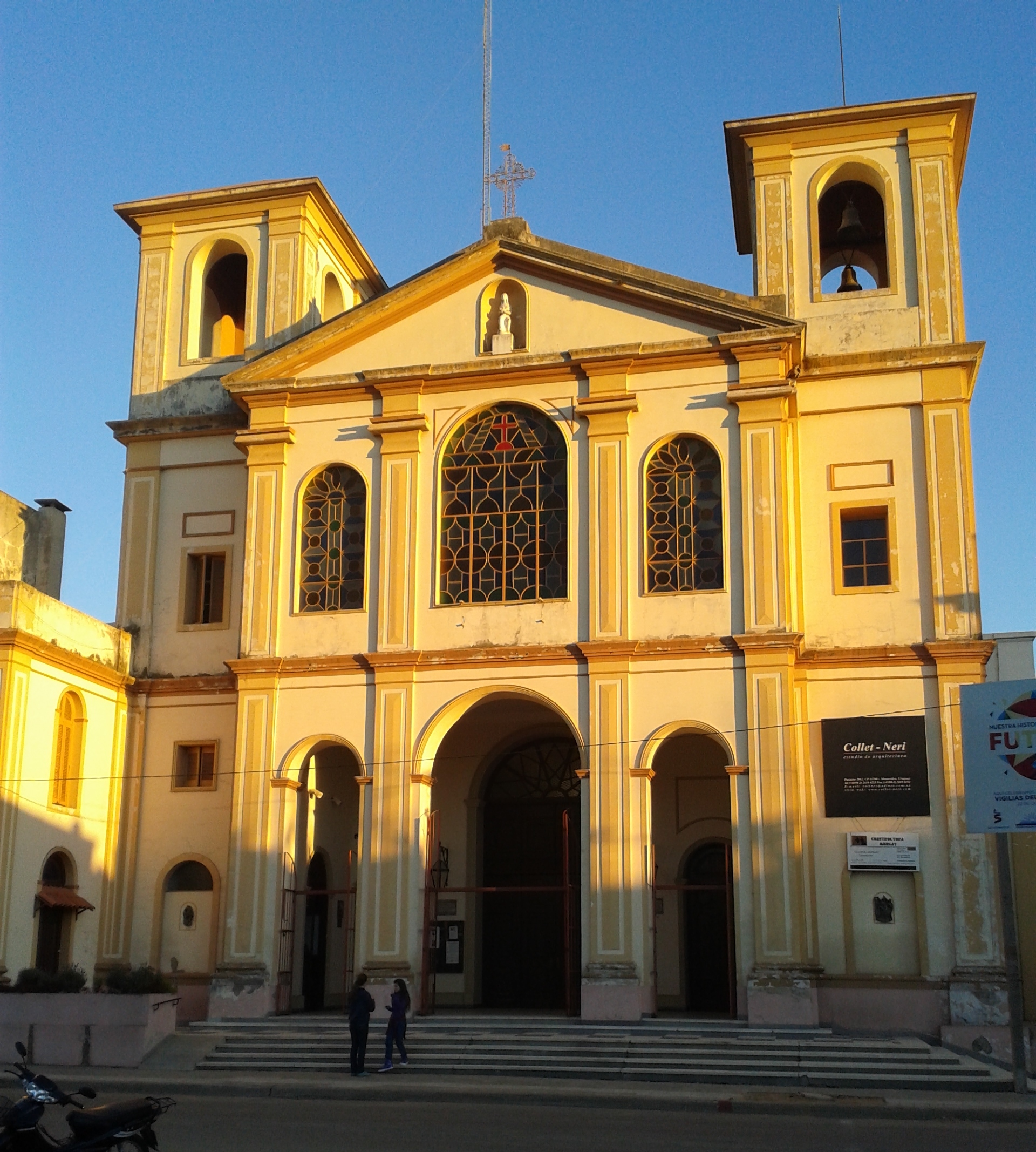
La Cathédrale de Melo.

Étant donné la proximité avec les frontières des colonies portugaises du Brésil, la Villa de Melo (ville de Melo) fut envahie à plusieurs reprises par les Portugais en 1801, 1811 et 1816.

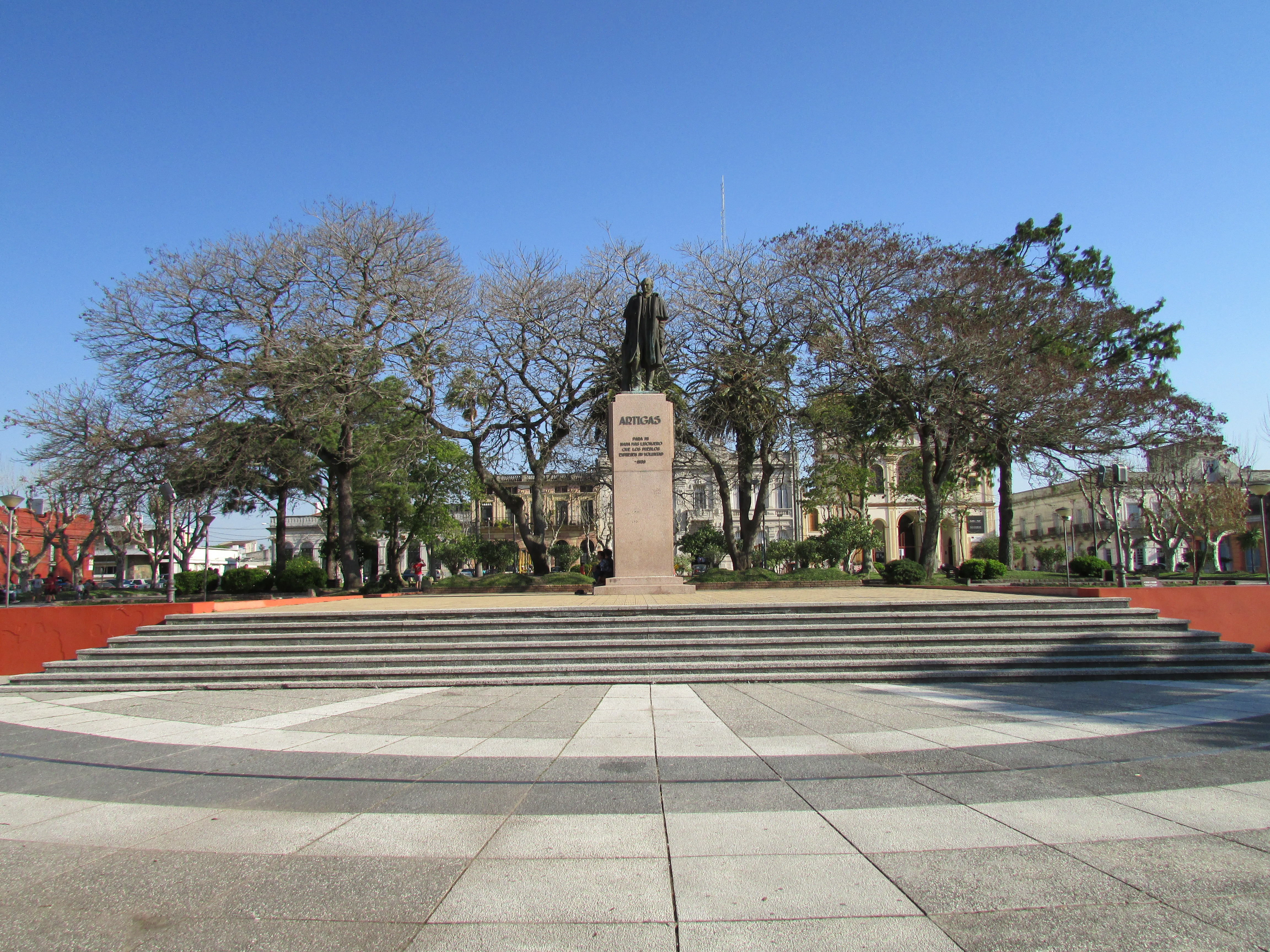
La place de la Constitution et la statue du Général Artigas à Melo.

Finalement, avec l'indépendance définitive de l'État de l'Uruguay, Melo fut officiellement une ville uruguayenne et devint la capitale du Cerro Largo.

## Géographie
La ville se situe au nord-est de l'Uruguay, au centre du département de Cerro Largo, à environ 60 km de la frontière brésilienne, sur les rives de la rivière Conventos, l'un des affluents du Tacuarí.
Melo occupe un carrefour de routes nationales dont l'une, la Route 8, et l'autre, la Route 7, la relient directement à la capitale, Montevideo, à 387 km au sud-ouest, jusqu'à Acegua, ville-frontière du Brésil située à 58 kilomètres au nord-est.
Melo est de loin la plus grande ville de son département, puisque ses 50 578 habitants, que l'on nomme Melense, représentent plus de la moitié de la population du Cerro Largo.  Elle est de fait la 9 è ville de l'Uruguay par sa population.
Centrée sur sa Plaza Constitucíon, une des plus belles places urbaines en Uruguay, qui constitue le cœur névralgique de la cité, Melo fait partie des rares villes de l'intérieur qui demeurent attractives.

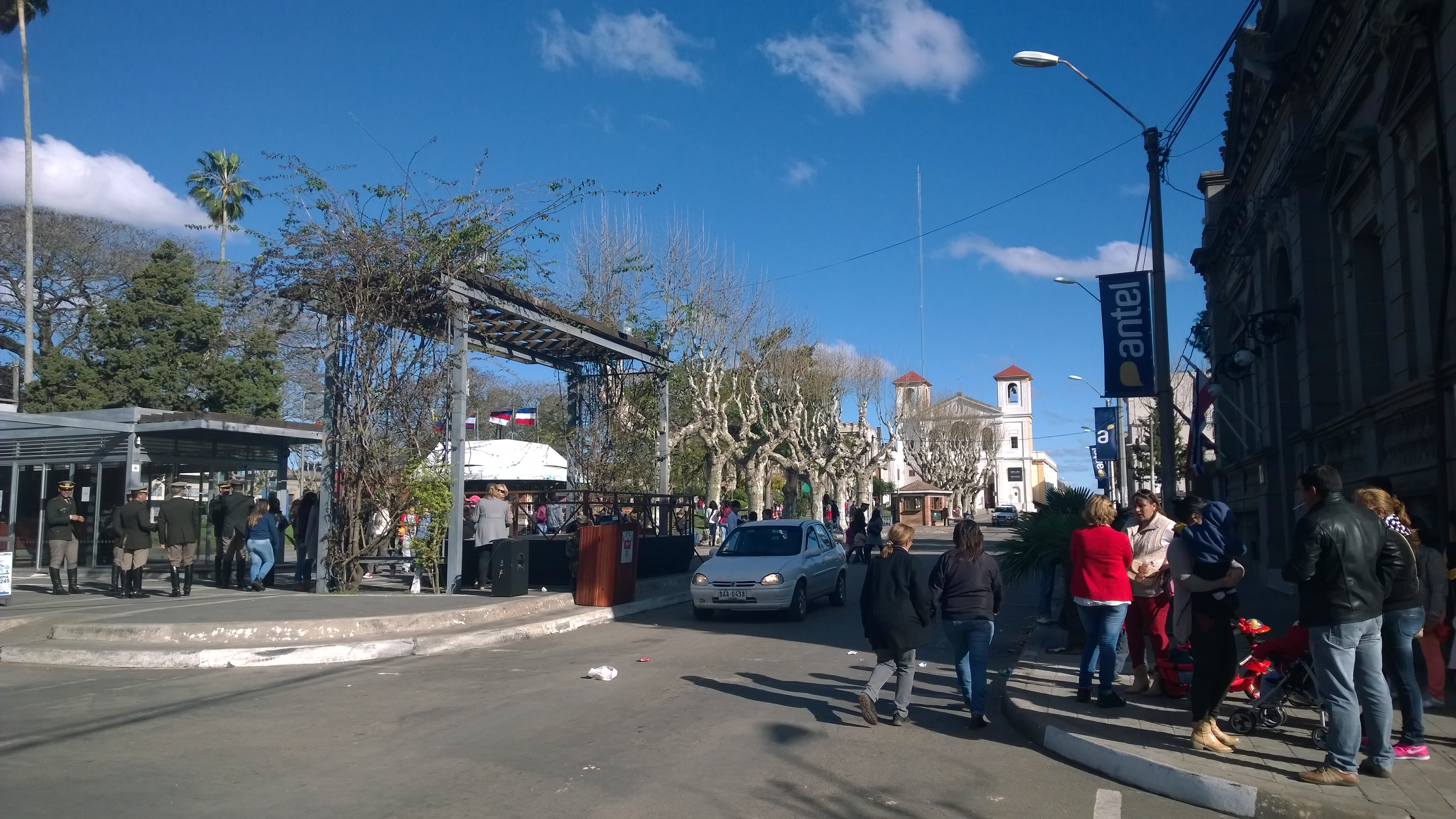
La Plaza Constitucíon, coeur névralgique de Melo.

Si le tourisme y joue un rôle encore modeste bien qu'en développement, la ville y a préservé les traditions locales que retrace son musée historique (Museo Histórico) et son parc zoologique présente la faune du Cerro Largo (Zoológico Municipal de Melo). Cependant, l'influence proche du Brésil se fait nettement ressentir dans la ville par le jeu des carnavals pittoresques et une large portion de la population y parle le brésilien.

## Population
Sa population urbaine est de 51 830 habitants,.
| Année | Population |
| ----- | ---------- |
| 1963  | 33 387     |
| 1975  | 38 487     |
| 1985  | 42 245     |
| 1996  | 46 883     |
| 2004  | 50 578     |
| 2011  | 51 830     |

## Sport
Le Cerro Largo FC est un club de football participant au championnat d'Uruguay de football D2.
Melo est le surnom de Carmelo Anthony, joueur de basket-ball.

## Culture
Le film Les Toilettes du Pape (2008) d'Enrique Fernández (originaire de Melo) et César Charlone, qui met en scène la population de la ville lors d'une visite de Jean-Paul II en 1988, a fait beaucoup en Europe pour la notoriété de Melo.

## Personnalités
- Juana de Ibarbourou, femme de lettres.
- Casiano Monegal, écrivain, journaliste et homme politique.
- Justino Zavala Muniz, homme de lettres.
- Saviniano Perez, El Nano, homme politique, écrivain, sculpteur